# Wishart, Antarktis
Wishart är ett berg i Antarktis. Det ligger i Östantarktis. Australien gör anspråk på området. Toppen på Wishart är 1 566 meter över havet.
Terrängen runt Wishart är huvudsakligen platt, men norrut är den kuperad. Trakten är obefolkad. Det finns inga samhällen i närheten.